# André Masson
André Masson (ur. 4 stycznia 1896 w Balagny-sur-Thérain, zm. 28 października 1987 w Paryżu) – francuski malarz i grafik związany z kubistami i surrealistami.
Zainteresowanie podświadomością skłoniło go do eksperymentowania z rysunkiem „automatycznym”, czego efektem były prace piórkiem, a później wielowarstwowo narastające dzieła z pigmentów, kleju i piasku.

## Dzieła
- Les Quatre éléments (1923–1924),
- Le Cimetière (1924),

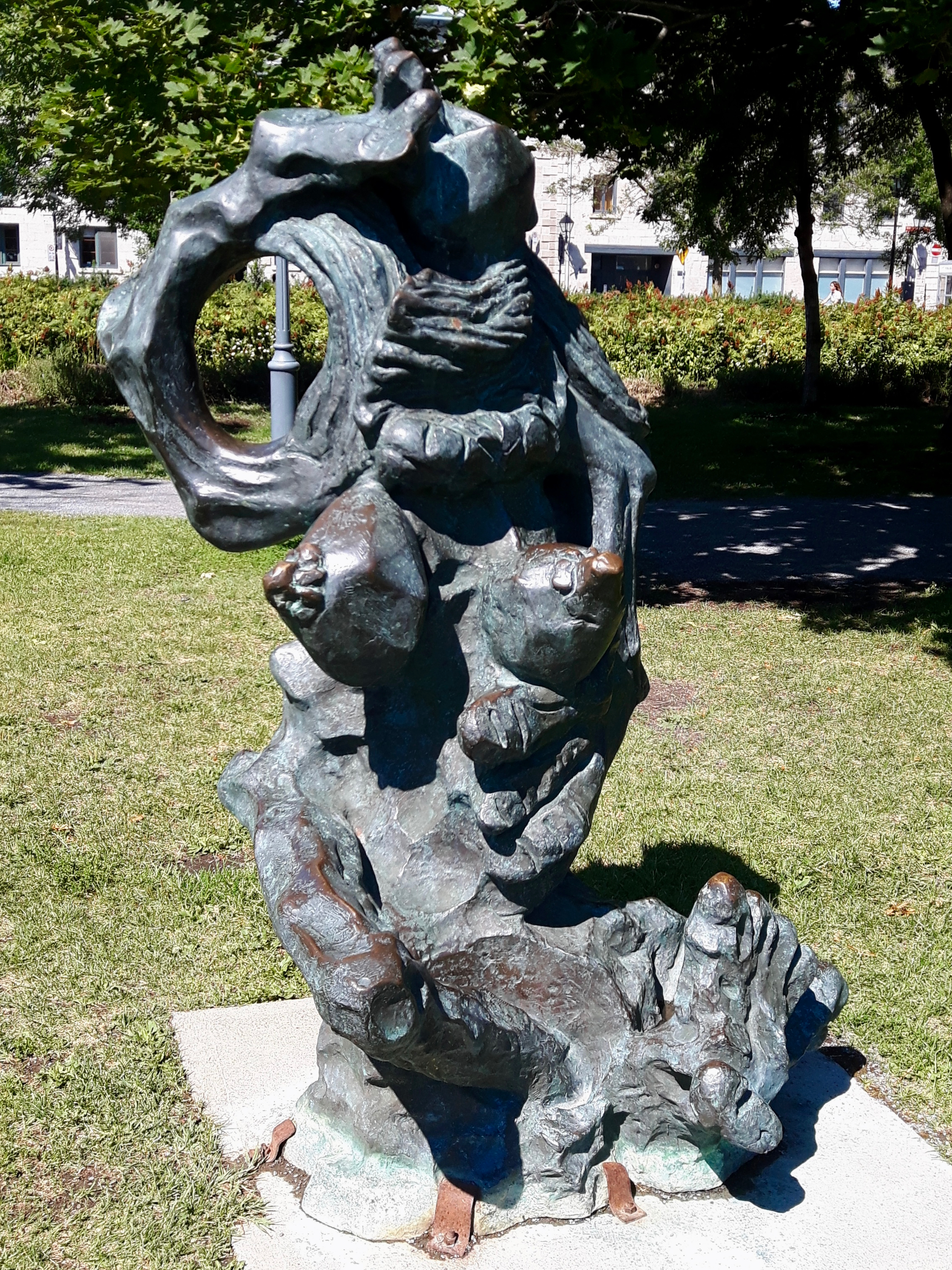
Femme tourmentée (1942)

- Le Tombeau au bord de la mer (1924),
- L'Équarisseur  (1928),
- Dans la tour du sommeil (1938),
- La Femme paralytique (1939),
- Hôtel des oiseaux (1939),
- Portrait d'André Breton (1941),
- Femme tourmentée (1942),
- La Sybille (1944),
- Le Sanglier (1946),
- Évocation d'Antonin Artaud (1958),
- L'Âme de Napoléon (1968)